# Cryptoblabes gnidiella
'Cryptoblabes gnidiella'  là một loài bướm đêm thuộc họ Pyralidae. It is found round Địa Trung Hải và là một loài di thực ở Nam Mỹ và Middle America.
Sải cánh dài 11–20 mm.
Sâu bướm ăn các loài orange fruit và other types của citrus fruit, apple và maize.